# Game Spectrum
Game Spectrum est le titre d'une série de documentaires sur les jeux vidéo réalisés et animés par Sofia Versaveau, diffusés entre 2017 et 2020 sur YouTube.

## Présentation
Game Spectrum est une émission diffusée sur YouTube, financée participativement via Tipeee et avec l'aide du CNC,. Sofia Versaveau la définit comme « une émission de documentaires gratuits et indépendants sur le jeu vidéo et son rapport au monde. » Dans le premier épisode, intitulé « Tout le monde peut-il jouer au jeu vidéo ? » et paru le 16 mai 2017, la vidéaste annonce qu'elle « [parlera] de jeu vidéo dans tout le spectre des possibles qu'il a à nous offrir, que ce soit du jeu vidéo politique, d'auteur, du dernier Zelda, de la réalité augmentée, de game design ou du marché économique dans lequel s'inscrit le média. » Versaveau affirme au Monde que l'émission est une manière de « faire un peu une sociologie des jeux vidéo », prenant exemple sur Usul.
Selon William Audureau, « Versaveau fait du jeu vidéo un point de départ pour interroger les problèmes de la société. » Ses vidéos abordent des thèmes tels que le rôle du casual gaming dans l’utilisabilité des jeux vidéo par tous, l'influence de la violence dans les jeux sur les joueurs, les influenceurs et leur impact, les conditions de travail dans l'industrie, les questions écologiques liées à l'industrie,, ou encore l’« économie de l’attention »  à travers le jeu Fortnite,,, la conception de Dead Cells, et la liberté offerte par The Legend of Zelda: Breath of the Wild. Versaveau acquiert la notoriété lorsqu'elle publie des documentaires sur Squeezie ou la masculinité dans les jeux vidéo,,, le plus vu de sa chaîne. Ses vidéos sont « ouvertement politisées » à gauche,.

## Sofia Versaveau
Sofia Versaveau est née en 1996 près de Montpellier. Elle découvre YouTube en 2010, et y fait ses débuts en 2011 lorsqu'elle y diffuse des vidéos commentées de Call of Duty. Passionnée par le cinéma, elle s’inscrit en BTS audiovisuel à Paris, puis poursuit ses études avec une licence de cinéma, à l'Université Sorbonne-Nouvelle. Elle lance sa chaîne consacrée à l'émission Game Spectrum sur YouTube en 2017, et produit ses vidéos seule.

## Réception critique
Vincent Manilève estime que « la chaîne Game Spectrum propose une grille de lecture nouvelle, [...] nécessaire pour comprendre les jeux vidéo, les analyser. C'est l’une des plus intéressantes à ce jour sur l’internet français. »
Salammbô Marie qualifie la vidéo de Versaveau sur Fortnite de « bluffante d’intelligence », et la chaîne Game Spectrum d' « incontournable ».  
Pour William Audureau et Perrine Signoret, Sofia Versaveau nage « à contre-courant » des tendances, : « YouTube privilégie les formats courts et aguicheurs ? [Elle] fabrique des documentaires long format. Les discours complotistes, haineux et simplistes prolifèrent ? [Elle] défend des positions progressistes, écologistes et féministes construites et nuancées » ; ses vidéos font beaucoup plus de vues qu'elle n'a d'abonnés (environ 50 000 en 2020) ; face à la « surproduction » des contenus sur YouTube, Versaveau laisse jusqu'à plusieurs mois s'écouler entre deux documentaires.
Héloïse Linossier salue la « propreté » de la zone des commentaires de la chaîne : « propre, dans le sens de nettoyée de tous les bavardages inutiles et de la médisance [...]. Là des compliments. Ici, un lancement d'un débat respectueux, non pas sur un sujet tout autre que celui de la vidéo, mais bien sur le fond de celle-ci. Quel étrange monde parallèle. »